# قندي فلاقة
قندي الفلاقة (الاسم العلمي:Felovia) هو جنس من الحيوانات يتبع فصيلة القندية من رتبة القوارض.

## أنواع
هذا الجنس يضم نوع واحد غير منقرض هو:
- قندي فاي (الاسم العلمي:Felovia vae)